# Portret van Théophile Smekens
Het Portret van Théophile Smekens is een sculptuur of plastiek uit terracotta van Théophile Smekens (1823-1921), voorzitter van een rechtbank in Antwerpen. Het beeld werd in 1889 gemaakt door beeldhouwer Jacques De Braekeleer.

## Iconografie
De Braekeleer portretteerde tal van prominenten uit zijn tijd waarbij hij hen raak typeerde, realistisch en gedetailleerd voorstelde. De beeldhouwer ontving een aantal opdrachten om Antwerpse tijdgenoten te vereeuwigen. Dit plastiek is een typisch voorbeeld van de klassieke manier van portretteren die nog tot het vierde kwart van de 19e eeuw gangbaar was. Deze terracotta is veel levendiger dan het marmeren beeld dat Alfons Van Beurden maakte van Smekens in 1893.

## Achtergrond
Smekens was voorzitter van het assisenhof van 1872 tot 1893 en contacteerde de kunstschilders Pierre Jean Van der Ouderaa, Karel Ooms en Juliaan De Vriendt om de zaal van de rechtbank te versieren met historische wandschilderingen.

## Geschiedenis
Het werk kwam terecht in de privéverzameling van Charles Van Herck. In 1997 werd het werk verworven door het Erfgoedfonds van de Koning Boudewijnstichting waarna het in bruikleen werd toevertrouwd aan het KMSKA sedert 2000 (inventarisnummer: IB00.087).